# ملات، واشینگتن

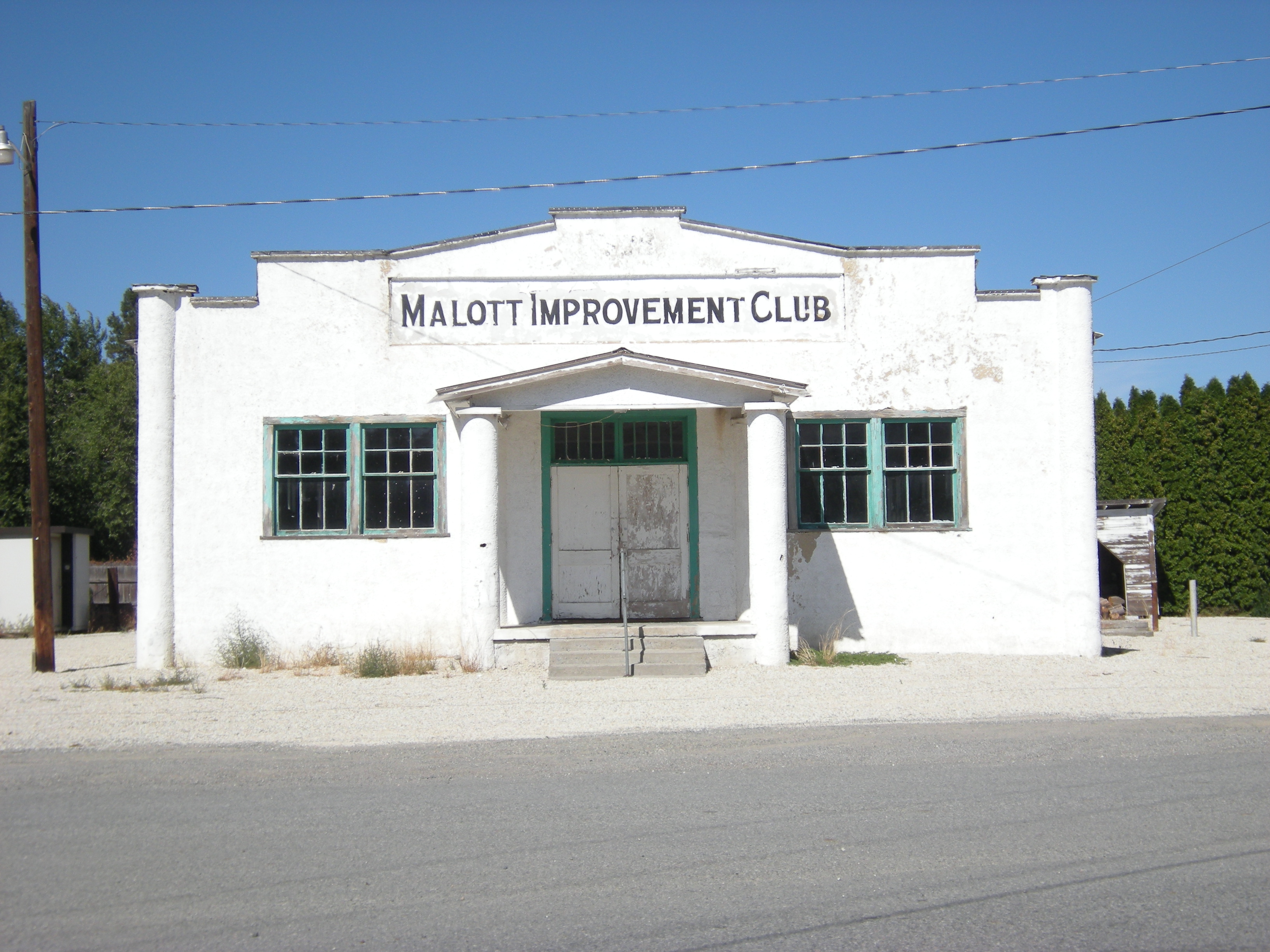
ملات کلوپ ایمپروومنت واشینگتن

ملات، واشینگتن (انگلیسی: Malott, Washington) محل برگزاری سرشماری (CDP) در شهرستان اوکانوگان، ایالت واشینگتن در ایالات متحده آمریکا. درمنطقه بزرگ اوماک. جمعیت سرشماری در سال ۲۰۱۰ ایالات متحده آمریکا ۴۸۷ نفر بود.